# زکریای رازی
ابوبکر محمّد بن زَکَریای رازی یا زکریای رازی (۲۵۱ قمری – ۳۱۳ قمری) همه‌چیزدان، پزشک، فیلسوف، داروساز و شیمی‌دان ایرانی بود. رازی آثار ماندگاری در زمینهٔ پزشکی و شیمی و فلسفه نوشت و به‌عنوان کاشف جوهر گوگرد (اسید سولفوریک) و نفت سفید شناخته می‌شود. وی همچنین دربارهٔ کیهان‌شناسی، منطق و ریاضیات نیز آثار ارزنده‌ای دارد.
به‌گفتهٔ جرج سارتن (پدر تاریخ علم) رازی بزرگ‌ترین پزشک ایران در زمان سده‌های میانه بود. پرویز اذکایی و جوئل کریمر در کتاب احیای فرهنگی در عهد آل بویه رازی را شخصیتی دانسته‌اند که بر قلهٔ انسان‌گرایی ایرانی ایستاده است.
به پاس زحمات فراوان رازی در داروسازی در ایران روز پنجم شهریور (۲۷ اوت) روز بزرگداشت رازی شیمی‌دان بزرگ ایرانی و روز داروساز نام‌گذاری شده است.

## سرگذشت
نام وی محمد و نام پدرش زکریا و کُنیه‌اش ابوبکر بود. هر چند ابوبکر نام است و به‌عنوان کنیه استفاده نمی‌شود. مورخان شرقی در کتاب‌های خود او را محمد بن زکریای رازی خوانده‌اند. اما اروپاییان و مورخان غربی در کتاب‌های خود از او به نام‌های رازس (Rhazes=razes) و الرازی (Al-Razi) یاد کرده‌اند. به‌گفتهٔ ابوریحان بیرونی وی در شعبان سال ۲۵۱ هجری (۸۶۵ میلادی و ۲۴۴ خورشیدی) در ری زاده شد و دوران کودکی و نوجوانی و جوانی او در این شهر گذشت. چنین شهرت دارد که در جوانی عود می‌نواخته و گاهی شعر می‌سروده است. بعدها به زرگری و سپس به کیمیاگری روی آورد. وی در سنین بالا علم پزشکی را آموخت. بیرونی معتقد است او در ابتدا به کیمیا اشتغال داشته و پس از آن که در این راه چشمش بر اثر کار زیاد با مواد تند و تیزبو آسیب دید، برای درمان چشم به پزشکی روی آورد. در کتاب‌های مورخان اسلامی آمده است که رازی پزشکی را در بیمارستان بغداد آموخته است. در آن زمان، بغداد مرکز بزرگ علمی دوران و جانشین دانشگاه جندی‌شاپور بوده است. رازی برای آموختن علم به بغداد سفر کرد و مدتی نامعلوم در آن‌جا اقامت گزید و به تحصیل علم پرداخت. سپس ریاست بیمارستان معتضدی بغداد را بر عهده گرفت. پس از مرگ معتضد، خلیفهٔ عباسی به ری بازگشت و عهده‌دار ریاست بیمارستان ری شد و تا پایان عمر در این شهر به درمان بیماران مشغول بود. رازی در اواخر عمر خود نابینا شد. دربارهٔ علت نابینا شدن او روایت‌های مختلفی وجود دارد؛ بیرونی سبب کوری رازی را کار مداوم با مواد شیمیایی چون بخار جیوه می‌داند.
رازی در سال ۳۱۳ (قمری) (۳۰۴ خورشیدی) در ری درگذشت. مکان اصلی آرامگاه رازی تا امروز ناشناخته مانده است.

### در مورد تاریخ تولد و مرگ رازی
مهم‌ترین سند تاریخی دربارهٔ تولد و مرگ رازی کتاب فهرست کتب رازی نوشتهٔ ابوریحان بیرونی است. در این کتاب، تولد رازی در ماه شعبان ۲۵۱ (قمری) هجری قمری (سپتامبر ۸۶۵ میلادی) (۲۴۴ خورشیدی) و مرگ او در پنجم شعبان ۳۱۳ هجری قمری (۳۱ اکتبر ۹۲۵ میلادی) (۳۰۴ خورشیدی) ثبت شده است. ضمناً در این رساله ابوریحان علاوه بر آن‌که صریحاً تاریخ تولد و وفات رازی را متذکر شده، مدت عمر او را به سال قمری ۶۲ سال و پنج روز و به خورشیدی شصت سال و دو ماه و یک روز به‌طور دقیق آورده است.
غلام سرور هندی در تاریخ وفات او سروده است:
| چون شد از دنیا به فردوس برین |  | حضرت بوبکر رازی اهل راز |
| وصل او بوبکر محبوب حبیب      |  | هست هم صوفیّ کامل پاکباز |

هر یک از جمله‌های «ابوبکر محبوب حبیب» و «صوفی کامل پاکباز» ازنظر ابجدی ۳۱۰ است که (به گفته‌ای) اشاره به سال فوت اوست.

## باورهای دینی
رازی به عقل‌گرایی و تجربه‌گرایی اهمیت زیادی می‌داد و بسیاری از باورهای دینی و متافیزیکی متداول زمان خود، از جمله آموزه‌های برخی صوفیان را به نقد کشید. او اغلب حتی نسبت به ادیان، پیامبران، و آموزه‌های ماوراءالطبیعی رویکردی شکاکانه داشت. آثارش مانند فی‌النبوات یا مخارق‌الأنبیاء نشان می‌دهند که او منتقد ادیان نهادینه‌شده و باورهای غیرعقلانی بود و از جهات زیادی در نقطهٔ مقابل نگرش عرفانی قرار داشت.
دانشنامه بریتانیکا نوشته است که او خود را نسخهٔ آریایی سقراط در فلسفه و بقراط در پزشکی می‌دانسته است. به نوشتهٔ اسپرینگر لینک، رازی آزاده‌ترین و مستقل‌ترین متفکّر اسلامی بود که قدرت استدلال را یک هدیهٔ همگانی می‌دانست که خداوند بدون هیچ تمایزی به همهٔ انسان‌ها عطا کرده است.
کتاب‌هایی در تقبیح مذاهب و در باب روش‌های شیادی پیامبران، به رازی منسوب است که اگرچه امروز خودشان موجود نیستند، امّا بخش‌هایی از آن‌ها در آثار دیگران بحث و بررسی شده‌اند. به گفتهٔ ابوریحان بیرونی، رازی نه‌تنها اسلام که تمامی مذاهب را تقبیح می‌کرد. او همهٔ کسانی را که از ابتدا ادّعای پیغمبری کردند، شیادانی می‌دانست که در بهترین حالت، بیماری روانی داشته‌اند. وی همچنین قرآن را مجموعه‌ای از افسانه‌های سراسر تناقض می‌خواند که هیچ‌گونه اطلاعات مفید و به‌دردبخوری ندارد. رازی در فصل «در آیین‌زدگی» از کتاب «طبّ روحانی» می‌نویسد: «شریعت و آیین‌های پست، پیروان خود را فریب داده و به هلاکت رسانده‌اند و دین و مذهب، پدیده‌ای هوایی و غیرعقلانی است.» وی همچنین در فصل اوّل از همین کتاب، خِرَد را می‌ستاید و آن را سبب شناخت آفریدگار و مهم‌ترین و بزرگ‌ترین منبع نجات آدمی تصوّر می‌کند.
هانری کربن در مقدمه‌ای که بر جامع‌الحکمتینِ ناصر خسرو نوشته (بخشی از آن با نامِ «نقد آراء محمد زکریای رازی در جامع‌الحکمتین» به فارسی ترجمه شده است) می‌گوید وی نبوت و وحی را نفی می‌کرد و ضرورت آن را نمی‌پذیرفت. در تفکّر رازی، همهٔ انسان‌ها قدرت و توانایی رسیدن به معرفت و دانایی را دارند؛ بنابراین، از لحاظ توانایی کسب معرفت با هم برابرند و بر یکدیگر هیچ برتری‌ای ندارند. از دیدگاه او مقتضای حکمت و رحمت الهی این است که انسان‌ها همگی به منافع و مضار خود صاحب علم باشند و اگر خدا قومی را به نبوت اختصاص دهد، به این معناست که آن‌ها را بر دیگر انسان‌ها برتری داده و این برتری باعث جنگ و دشمنی و در نهایت هلاکت انسان‌ها می‌شود که این با حکمت و رحمت الهی سازگاری ندارد. کتاب‌های زیر به این اعتقاد وی اشاره دارند:
- فی النبوات[۳۲] که دیگران به طعن و استهزاء، نام آن را نقض الأدیان نهاده‌اند.[۳۳]
- فی حیَلِ المُتَنَبّین[۳۲] دیگران به طعن نام آن را مخارق الأنبیاء گذاشته‌اند.[۳۳]

دو کتاب بالا اکنون در دست نیست؛ امّا جنیفر مایکل در کتاب خود نقل‌قول‌هایی از کتب بالا می‌آورد. همچنین احمد بیرشک می‌نویسد: «از تعلیمات او این بود که همهٔ آدمیان سهمی از خرد دارند که بتوانند نظرهای صحیح دربارهٔ مطالب عملی و نظری به‌دست آورند. آدمیان برای هدایت شدن به رهبران دینی نیاز ندارند. در حقیقت، دین، زیان‌آور و مسبب کینه و جنگ است. او نسبت به همهٔ مقامات همهٔ سرزمین‌ها شک داشت.»
رازی دربارهٔ قرآن می‌گوید:
تو ادّعا می‌کنی که معجزه‌ای که (نبوت محمد را اثبات می‌کند) حاضر و در دسترس است، یعنی قرآن. تو می‌گویی که هر کس انکارش می‌کند، یکی مشابه‌اش را بیاورد. در واقع ما می‌توانیم هزاران مشابه آن را بیاوریم؛ از آثار لفاظان، فصیح‌گویان و شاعران که بسیار بهتر از قرآن جمله‌بندی شده‌اند و مفاهیم را موجزتر می‌رسانند. آن‌ها معانی را بهتر می‌رسانند و وزن شعری بهتری دارند. آنچه تو می‌گویی ما را شگفت‌زده می‌کند. تو دربارهٔ کتابی سخن می‌گویی که (مشتی) افسانهٔ باستانی را بازگو می‌کند و در عین‌حال سراسر تناقض است و هیچ اطلاعات یا توضیح مفید و به‌دردبخوری نیز ندارد و آنگاه تو می‌گویی چیزی شبیه آن بیاور؟
وی همچنین انتقاداتی بر ادیان دیگر دارد. از جمله آثار انتقادی وی نسبت به ادیان دیگر، کتابی به نام رد سیسن ثنوی (ردی بر مانویت) است.
به‌طور کل، رازی برخلاف فیلسوفان بسیاری از جمله ابونصر فارابی و ناصرخسرو، سازش بین فلسفه و دین را ممکن نمی‌دانست و ضمن انکار وحی و معجزه، غالب معجزات را از مقولهٔ افسانه‌های دینی می‌خواند که بعد از پیامبران پدید آمده‌اند.

### دیدگاه منتقدان
وی را هیچ‌گاه به دلیل دیدگاه‌های ضددینی که داشت، زندانی یا اعدام نکردند؛ امّا نوشتارهای دینی او مورد سانسور قرار گرفتند و از میان رفتند. گروهی معتقدند که این تفکّرات رازی موجب خشم علمای اسلامی علیه او شد و او را ملحد خواندند و آثار او را رد کردند و دست به نابودی آن‌ها زدند.
ابوحاتم رازی در کتاب اعلام النبوه نوشته است: «این ملحد با عقل معیوب و نفس و رأی ضعیف خود کلامی در ابطال نبوت تصنیف کرده است.» کسانی چون ناصرخسرو، ابن حزم و موسی بن میمون او را نادان و مهوس بی‌باک و سخنان او را دعاوی و خرافات بی‌دلیل، هوس و هذیانات خوانده‌اند. ابن قیم الجوزیه می‌گوید: «رازی از هر دینی بدترین چیزهای آن را برگزید و کتابی در ابطال نبوات و رساله‌ای در ابطال معاد تألیف کرد و مذهبی ساخت که از مجموع عقائد زندیقان عالم ترکیب یافته بود.» افراد زیادی بر باورهای رازی رد نوشته‌اند و برخی از باورهای رازی را در این ردیه‌ها نقل کرده‌اند. ذبیح‌الله صفا از ۱۲ نفر که بر آرای رازی رد نوشته‌اند، نام می‌برد.
ابوریحان بیرونی در رسالهٔ کوتاهی که در اواخر سده ۱۱ میلادی نوشت، رازی را به خاطر دیدگاه‌های دینی و فلسفی‌اش نقد کرد. بیرونی فردی مسلمان بود، در حالی که دین رازی را به باد انتقاد می‌گرفت. همچنین نوشته‌های وی جنبه همگونی با هرمسیه داشتند و با مانوی‌ها به همدردی می‌پرداختند. این‌ها دلایل نقد وی توسّط ابوریحان بیرونی بود.
ابن‌سینا هم که خود پزشک و فیلسوف بود، رازی را برای دخالت در متافیزیک مورد نقد قرار می‌دهد. وی در بحثی دربارهٔ رازی به ابوریحان بیرونی می‌گوید:
یا از محمد بن زکریای رازی که در مابعدالطبیعه دخالت می‌کند و بیش از شایستگی خود رفتار می‌کند. او باید به جراحی و آزمایش ادرار و مدفوع محدود شود - در واقع او خود را در معرض دید قرار داده و جهل خود را در این موارد نشان داده است.
ناصرخسرو در کتاب زادالمسافرین ابوالعباس ایرانشهری را استاد رازی می‌داند و رازی را نکوهش می‌کند که از دیدگاه‌های استاد خود، به نظرات ملحدانه‌ای مانند نفی ابداع و قول به مبادی پنجگانهٔ ازلی (خدا، نفس کلّی، مادّهٔ مطلق، فضای مطلق و زمان مطلق) رسیده است.

## اخلاق و صفات
رازی، مردی خوش‌خو و در تحصیل کوشا بود. وی به بیماران توجّه خاصّی داشت و تا زمان تشخیص بیماری دست از آن‌ها برنمی‌داشت و نسبت به فقرا و بینوایان بسیار رئوف بود. رازی برخلاف بسیاری از پزشکان که بیشتر مایل به درمان پادشاهان و امرا و بزرگان بودند، بیشتر با مردم عادی سروکار داشته است. ابن ندیم در کتاب الفهرست خود می‌گوید: «تفقّد و مهربانی به همه‌کس به‌ویژه فقرا و بیماران داشته، از حالشان جویا و به عیادت‌شان می‌رفت و مقرّری‌های کلانی برای آن‌ها گذاشته بود.» رازی در کتابی به نام «صفات بیمارستان» می‌گوید: هر کس لایق طبابت نیست و طبیب باید صفات و مشخصه‌های ویژه‌ای داشته باشد. رازی دربارهٔ جاهل عالِم‌نما افشاگری‌های متعدّدی صورت داده است و با افراد کم‌سواد که خود را طبیب می‌نامیدند و اطرافیان بیمار که در طبابت دخالت می‌کردند، به‌شدت مخالفت می‌کرد و به‌همین‌سبب مخالفانی داشت.

## استادان و شاگردان
دربارهٔ استادان و پیش‌کسوت‌های رازی میان کارشناسان و تاریخ‌نویسان اتفاق نظر وجود ندارد. گروهی او را در پزشکی شاگرد علی ابن ربن طبری و در فلسفه شاگرد ابوزید بلخی می‌دانند و ابوالعباس ایرانشهری را استاد وی در گیتی‌شناسی می‌پندارند. اما عده‌ای دیگر بنا بر شواهد و دلایلی این موضوع را رد می‌کنند. ناصرخسرو در زادالمسافرین صفحهٔ ۹۸ از شخصی به نام ایرانشهری به‌عنوان «استاد و مقدم» محمد زکریا نام می‌برد. اما هیچ نشانی از این شخص به‌دست نیامده است. از یحیی بن عدی، ابوالقاسم مقانعی، ابن قارن رازی، ابوغانم طبیب، یوسف بن یعقوب، محمد بن یونس، و ابوالحسن طبری عنوان شاگردان رازی یاد شده است.

## آثار
درمورد آثار رازی در لغت‌نامهٔ دهخدا آمده است: ابن‌الندیم در کتاب الفهرست خود تعداد آثار رازی را یک‌صد و شصت و هفت و ابوریحان بیرونی در کتاب فهرست کتب کتاب در ریاضیات و نجوم، ۷ کتاب در تفسیر و تلخیص و اختصار کتب فلسفی یا طبی دیگران، ۱۷ کتاب در علوم فلسفی و تخمینی، ۶ کتاب در در مافوق الطبیعه، ۱۴ کتاب در الهیات، ۲۲ کتاب در کیمیا، ۲ کتاب در کفریات (از دید اسلام‌باوران)، ۱۰ کتاب در فنون مختلف که جمعاً بالغ بر یک‌صد و هشتاد و چهار مجلد می‌شود و ابن ابی‌اصیبعه در عیون الأنباء فی طبقات الأطباء ۲۳۸ کتاب از برای رازی برمی‌شمارد.
محمود نجم‌آبادی استاد دانشگاه تهران در سال ۱۳۳۹ کتابی به عنوان مُؤَلَّفات و مُصَنَّفات ابوبکر محمد بن زکریای رازی نوشته است که به‌وسیلهٔ انتشارات دانشگاه تهران چاپ شده است؛ در این کتاب فهرست‌های ارائه شده توسط ابن الندیم و ابوریحان بیرونی و ابن قفطی، و ابن اصیبعه با یک‌دیگر تطبیق داده شده و در مجموع ۲۷۱ کتاب و رساله و مقاله فهرست شده‌اند.
برخی از این کتاب‌ها الحاوی • الکناش المنصوری • المرشد • من لایحضره الطبیب • کتاب الجدری و الحصبه • دفع مضار الاغذیه • الابدال و … هستند.

## پزشکی
رازی پزشکی عالی‌قدر بود و در زمان خود شهرت به‌سزایی داشت. رازی از زمرهٔ پزشکانی است که بعضی از عقاید وی به ویژه در درمان بیماران با مایعات و غذا در درمان‌های امروزی نیز به‌کار می‌روند. پزشکان و پژوهشگران از کتاب‌ها و رسالات رازی در سده‌های متمادی بهره‌ها برده‌اند. ابن سینا رازی را در طب بسیار عالی‌مقام می‌داند و می‌توان گفت برای تألیف قانون از الحاوی رازی استفاده فراوان کرده است.
ابن خلکان، کاستیلیونی و … از رازی به عنوان سر دستهٔ پزشکان عملی و کلینیسین نامبرده‌اند. می‌توان گفت که رازی جزء نخستین پزشکانی است که تجربه و آزمایش را وارد علم طب کرده است. رازی پیش از پزشکی به کیمیا مشغول بوده و اطلاعات زیادی دربارهٔ مواد داشته است. او نخستین کسی است که استحالات شیمیایی را وارد طب کرده است.

### آبله و سرخک
رازی نخستین کسی است که تشخیص تفکیکی بین آبله و سرخک را بیان داشته است. وی در کتاب آبله و سرخک خود به علت بروز آبله پرداخته و سبب انتقال آن را عامل مخمر از راه خون دانسته است. او ضمن معرفی آبله و سرخک به‌عنوان بیماری‌های حاد، نشانه‌هایی از بی‌خطر یا کشنده بودن آن‌ها را بیان می‌دارد و برای مراقبت از بیمار مبتلا به این بیماری‌ها روش‌هایی را توصیه می‌کند. از جمله به عنوان نخستین پزشک استفاده از پنبه را در طب آورده و به منظور زخم نشدن بدن بیماران آبله‌ای از آن بهره می‌برده است. همچنین در مراقبت از چشم‌ها و پلک و گلو و بینی این بیماران توصیه فراوان کرده است. در کتاب آبله و سرخک رازی در مورد آبله و سرخک چه قبل از ظهور بیماری و چه بعد از آن و جلوگیری از عوارض بیماری به اندام‌های بدن تدابیری آورده شده است.

### درمان بیماری‌های داخلی
رازی اسراف در دارو را بسیار مضر می‌دانست. وی معتقد بود درمان باید تا جای ممکن با خوراک باشد. در غیر این‌صورت با داروی منفرد و ساده و اگر آن هم کارساز نبود باید داروی ترکیبی استفاده شود. رازی می‌گوید: «هرگاه طبیب موفق شود بیماری‌ها را با غذا درمان کند به سعادت رسیده است.»

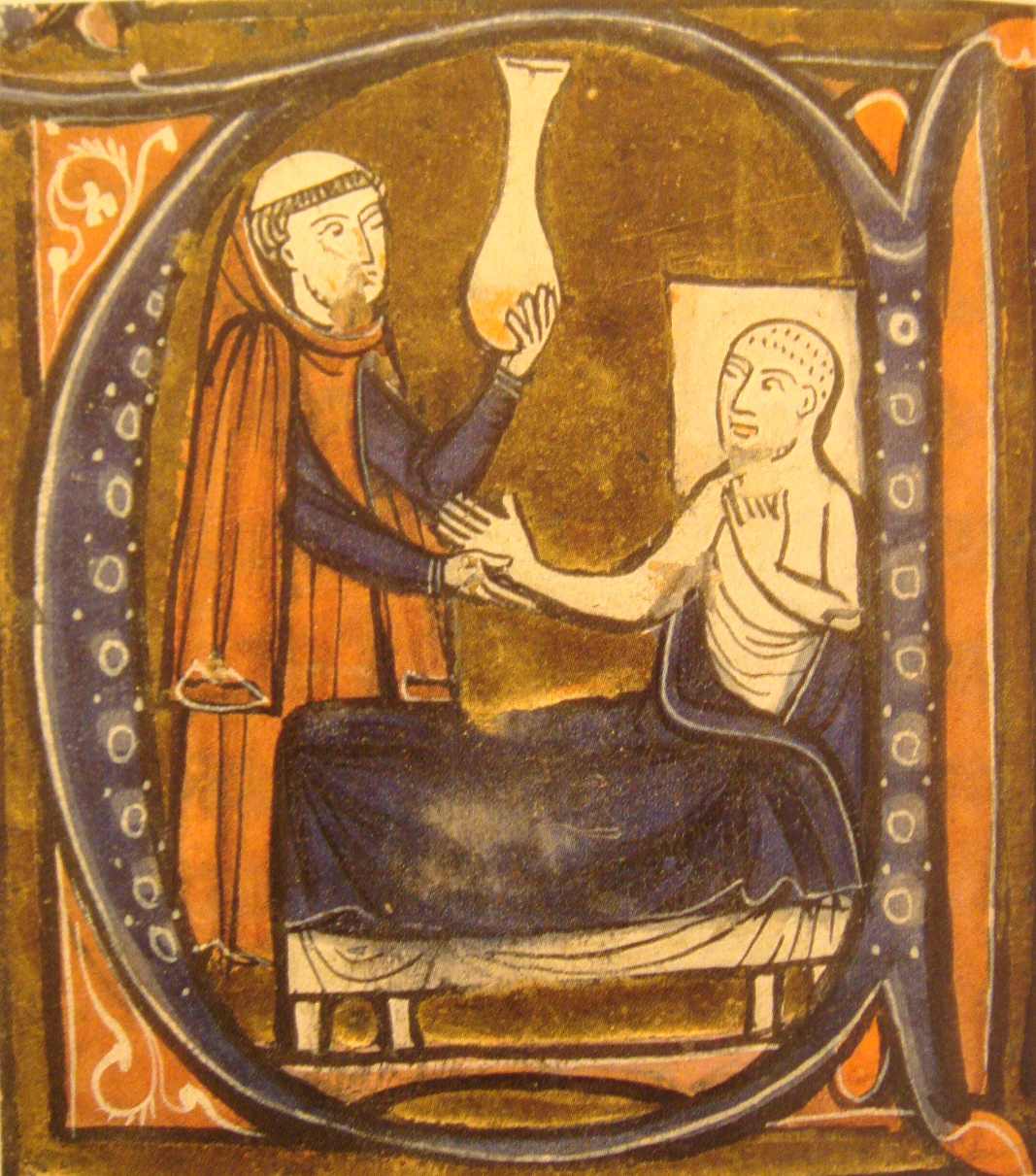
نقاشی غربی از رازی درحال دیدن قاروره (شیشهٔ ادرار) حاوی نمونه ادرار بیمار

وی بسیاری از داروها را روی جانوران آزمایش کرده و آثار آن‌ها را ثبت و تشریح کرده و سپس برای بیماران تجویز می‌کرده است.

### جراحی
اگرچه رازی به عنوان پزشک شناخته می‌شود اما بعضی از مورخان او را به نام جراح می‌شناسند. از مطالعهٔ آثار وی چنین برمی‌آید که او در جراحی صاحب‌نظر بوده است. وی دربارهٔ سنگ کلیه و مثانه کتابی نوشته و در آن تأکید کرده در صورتی که درمان سنگ مثانه با راه‌های طبی مقدور نباشد باید به عمل جراحی پرداخت و در این کتاب از اسبابی که با آن عمل سنگ مثانه را انجام می‌داده نام برده است. رازی نخستین پزشکی است که در عالم پزشکی از سل مفصلی انگشتان صحبت کرده است. او در شکسته‌بندی و دررفتگی‌ها قدم‌هایی برداشته و آثاری از خود به جا گذاشته است.

### تغذیه
رازی از نخستین افرادی است که بر نقش خوراک در تندرستی و درمان پافشاری بسیار دارد. رازی کتابی دربارهٔ خوراک دارد به نام «منافع‌الاغذیه و مضارها» که یک دورهٔ کامل بهداشت خوراک است و در آن از خواص گندم و سایر حبوبات و خواص و ضررهای انواع آب‌ها و شراب‌ها و مشروبات غیرالکلی و گوشت‌های تازه و خشک و ماهی‌ها و… سخن گفته است و فصلی در باب علل و جهات اشتها و گوارش غذا و ورزش و غذاهای گوارا و پرهیزهای غذایی و مسمومیت‌ها دارد.

### پزشکی کودکان
نخستین نوشتهٔ اختصاصی و مستقل راجع به بیماری‌های کودکان به محمد بن زکریای رازی نسبت داده شده است. از این رو برخی مانند سایریل الگود او را پدر پزشکی کودکان قلمداد کرده‌اند.

## شیمی و داروسازی

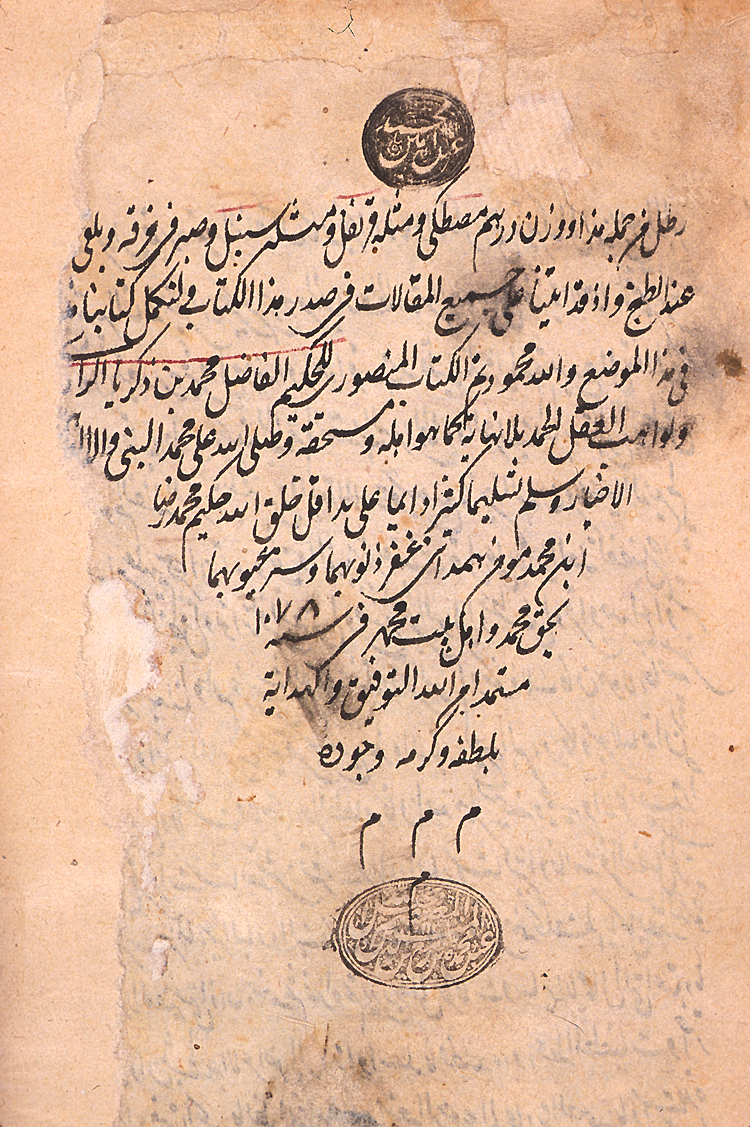
برگ نخست کتاب رازی در پزشکی

رازی تحصیل شیمی را پیش از پزشکی آغاز کرد و آثاری چشم‌گیری دربارهٔ آن از خود برجا گذاشت. بیشتر تأثیر رازی در شیمی طبقه‌بندی او از مواد است. وی با آنکه کیمیاگری را باور دارد پایه‌گذار شیمی نوین است. بعضی کیمیاگران معاصر در ایران نوعی از تبدیل ناقص فلزات به طلا را «تبدل رازی» می‌نامند. در کتاب سرّ الاسرار او می‌خوانیم که مواد را به دو دستهٔ فلز و شبه فلز (به گفتهٔ او جسد و روح) تقسیم می‌کند و اگر در این زمینه اشتباهاتی می‌کند چندان گریزی از آن ندارد. برای نمونه جیوه را شبه‌فلز می‌خواند در صورتی که فلز بودن جیوه اکنون آشکار است.
در برخی منابع فارسی به اشتباه رازی را کاشف الکل می‌شمارند اما در واقع او تنها در آثار خود به فرآیندهای تقطیر مواد مختلف اشاره کرده است. او احتمالاً الکل (اتانول) را از طریق تقطیر شراب جدا کرده و از آن به‌عنوان حلال یا ماده‌ای با کاربرد پزشکی استفاده کرده است. با این حال، دانش تقطیر پیش از رازی، از جمله توسط جابر بن حیان در قرن هشتم میلادی، شناخته شده بود و تولید مواد الکلی در تمدن‌های دیگر نیز سابقه داشت و برخلاف تصورات رایج، رازی الکل را کشف نکرد، بلکه به توسعه روش‌های تقطیر و کاربردهای پزشکی آن کمک نمود.
کشف‌های بسیار به رازی نسبت داده می‌شود، از جمله:
- از تأثیر محیط قلیایی بر کانه پیلیت، اسید سولفوریک فراهم کرد و با داشتن اسید سولفوریک به‌دست آوردن دیگر اسیدها آسان بود.
- از تأثیر آب‌آهک بر نشادر (کلرید آمونیوم)، اسید کلریدریک به دست آورد.
- با اثر دادن سرکه با مس، استات مس یا زنگار تهیه کرد که با آنها زخم را شستشو می‌دادند.
- از سوزاندن زرنیخ، اکسید آرسنیک یا مرگ موش فراهم کرد.
- برای نخستین بار از نارنج اسید سیتریک تهیه کرد.
- او نخستین پزشکی است که داروهای سمی آلکالوئیدی ساخت و از آن‌ها برای درمان بیمارانش بهره گرفت.
- گرچه صابون کشفی باستانی است ولی دستور العمل‌های ساخت صابون توسط رازی نیز شرح داده شده است. او همچنین دستور تهیه گلیسیرین را از روغن زیتون ارائه داد.

## فلسفه
رازی مانند جالینوس باور داشت که یک پزشک برجسته باید یک فیلسوف نیز باشد. رازی از تفکّرات فلسفی رایج عصر خود که فلسفهٔ ارسطویی- افلاطونی بود پیروی نمی‌کرد و عقاید خاص خود را داشت. در نتیجه، مورد بدگویی اهل فلسفهٔ هم‌عصر و پس از خود قرار گرفت. رازی را می‌توان برجسته‌ترین چهرهٔ خردگرایی و تجربه‌گرایی در فرهنگ ایرانی نامید. وی در فلسفه به سقراط و افلاطون متمایل بود و تأثیراتی از افکار هندی و مانوی در فلسفهٔ وی به چشم می‌خورند. با این وجود هرگز تسلیم افکار مشاهیر نمی‌شد. بلکه اطلاعاتی را که از پیشینیان به‌دست آورده بود، مورد مشاهده و تجربه قرار می‌داد و سپس نظر و قضاوت خود را بیان می‌داشت و این را حق خود می‌دانست که نظرات دیگران را تغییر دهد یا تکمیل کند. جز در مواردی که در نوشته‌های مخالفان آمده است، از آراء رازی اطلاع دقیقی در دست نیست. در نظر رازی، جهان جایگاه شر و رنج است و تنها راه نجات، عقل و فلسفه است و روان‌ها از تیرگی این عالم پاک نمی‌شود و نفس‌ها مگر از طریق فلسفه از این رنج رها نمی‌شوند. در فلسفه اخلاق رازی، مسئلهٔ لذّت و رنج اهمیت زیادی دارد. از دید وی لذّت امری وجودی نیست؛ یعنی راحتی از رنج است و رنج یعنی خروج از حالت طبیعی به‌وسیلهٔ امری اثرگذار و اگر امری ضد آن تأثیر کند و سبب خلاص شدن از رنج و بازگشت به حالت طبیعی شود، ایجاد لذّت می‌کند.
ویژگی رازی در این بود که بنای فلسفه خود را نه بر مبنای دو فرهنگ مسلّط یونانی و اسلامی، که بر مبنای فلسفهٔ ایرانی و بابِلی و هندی پایه‌گذاری کرده بود. مهم‌ترین سؤال فلسفی او این بود: «اگر خدا خالق جهان است، چرا پیش از خلق جهان، جهان را خلق نکرد؟»
در مابعدالطبیعه رازی پنج اصل خالق، نفس کلّی، هیولی اولی (مادّهٔ اوّلیّه)، مکان مطلق، و زمان مطلق یا دهر وجود دارند که قدیم هستند و همین موجب شد که مسلمانان او را دهری بدانند. رازی کیمیا را به عنوان بخشی جدایی‌ناپذیر از فلسفه در نظر می‌گرفت و بر این باور بود که یک فیلسوف واقعی کسی است که کیمیا بداند. علاوه‌بر این، وی معتقد بود فلاسفه‌ای مانند افلاطون، ارسطو و جالینوس، کیمیا را می‌شناخته و انجام می‌دادند. این دیدگاه نشان دهندهٔ پیوند فلسفه و کیمیا در هرمس‌گرایی و مکاتب بعدی کیمیاست. با این حال رازی نخستین کسی بود که با انکار اهمیت نمادین مواد و عناصر قدم در وادی تبدیل کیمیا به شیمی گذاشت.
رازی دارای یک نظریهٔ پیشرفته در باب حرکت برخلاف نظریهٔ ارسطو بود که مدّعی بود حرکت مستلزم محرّک است. استدلال رازی این بود که موجود جسمانی ذاتاً و به صورت درون‌دایره دارای حرکت است؛ امّا این حرکت ضرورتاً قابل مشاهده نیست. تفسیر دیگر این نظریه مشابه دیدگاه گوتفرید لایبنیتس در مورد حرکت است که بعدها توسط ملاصدرا در نظریه‌ای گسترش یافت که به حرکت جوهری معروف شد. گفته می‌شود رازی به پنج اصل قدیمی یا ازلی خدا، نفس کلّی، مادّهٔ مطلق، فضای مطلق، و زمان مطلق باور داشت. او معتقد بود اشیاء موجود قابل تقلیل به ذرّات جزئی هستند که خودشان غیرقابل تقسیم هستند.
شاید بحث‌برانگیزترین بحث، نگاه او به عهد الهی باشد. او مدّعی بود که وجود شر در جهان که از خیر پیشی می‌گیرد به دلیل آن است که این جهان بهترین جهان ممکن نیست.
او معتقد بود که قدرت عقل برای رسیدن به حقیقت کافی است و کسی که از قدرت عقل برخوردار است، یعنی فیلسوف هیچ نیازی به وحی ندارد و می‌تواند خودش نسبت به خداوند علم پیدا کند. این انکار ضرورت نبوت بود که باعث شد به شدّت از سوی فلاسفه اسماعیلی نظیر ابوحاتم رازی مورد انتقاد قرار بگیرد.
رازی امیال دنیوی را مانعی در نظر می‌گیرد که می‌تواند قدرت برهان و امکان تحقق را کاهش دهد. او معتقد بود که فیلسوف واقعی باید بر چنین امیالی به عنوان بخشی زنده از یک حیات فلسفی غلبه کند. رازی عقل و استدلال در معنای یونانی را با نهایت عزّت به عنوان موهبتی الهی در نظر می‌گرفت. ارجاعات مکرر او به فلاسفه یونانی به معنای احترام او برای شخصیت‌هایی است که آن‌ها را استادان استفادهٔ درست از استدلال خوانده است. در عین حال رازی خود را فروتر از آن‌ها در نظر نگرفته بلکه خود را برابر با افلاطون و ارسطو می‌دانسته است.
به نظر می‌رسد رازی طی سده‌های بعدی نفوذ کمتری در فلسفه داشته است. هر چند او سؤالات خاصّی مطرح کرده و بحث‌های فلسفی و کلامی بزرگی را نظیر آنچه در ردّیه ابوحاتم رازی دیده می‌شود، داشته است.

## کیهان‌شناسی
کیهان‌شناسی رازی بر ۵ اصل ابدی خالق، روح، فضا، زمان و ماده استوار است. او در این سیستم خدا را نوعی «خالق» در نظر می‌گیرد که از «هیچ چیز» ایجاد نمی‌کند. بلکه در آغاز یک ماده پیش ماده را شکل می‌دهد که به شیوهٔ اتمی تصور می‌شود.

## یادبودها

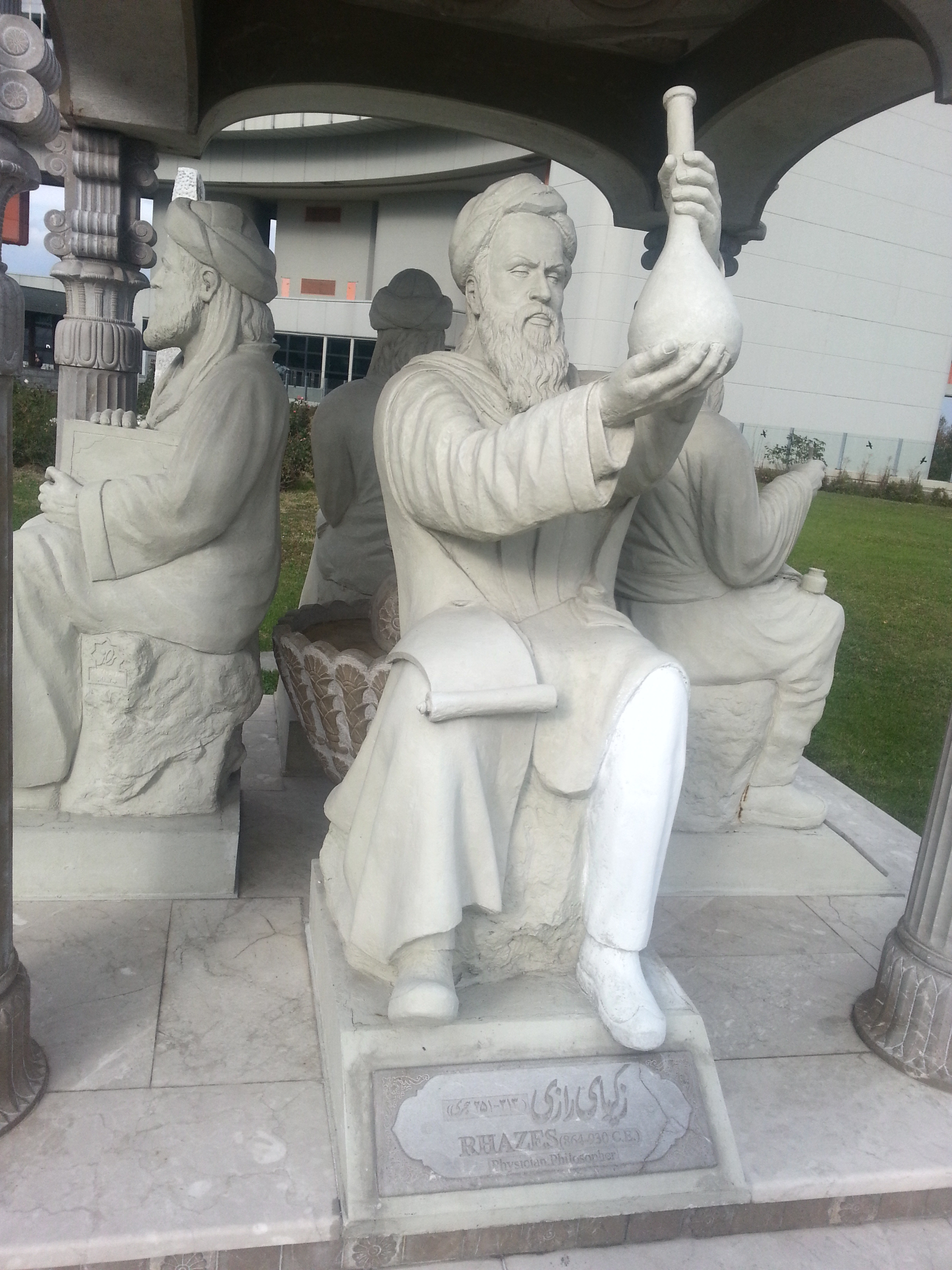
مجسمهٔ محمد بن زکریا رازی در چهارطاقی دانشمند ایرانی، وین، دفتر سازمان ملل متحد

در ژوئن ۲۰۰۹ دولت جمهوری اسلامی ایران به عنوان نشانی از پیشرفت علمی صلح‌آمیز چهارطاقی دانشمند ایرانی را به دفتر سازمان ملل متحد در وین هدیه داد که ترکیبی از سبک‌های معماری و تزئینات هخامنشی و اسلامی است. در این چهارتاقی مجسمه‌هایی از چهار فیلسوف ایرانی خیام، ابوریحان بیرونی، زکریای رازی، و ابن سینا قرار دارند.
انستیتو رازی در استان البرز و دانشگاه رازی در کرمانشاه به افتخار وی نام‌گذاری شده‌اند. بیمارستان رازی در تهران به افتخار وی نام گذاری شده است. ۵ شهریور برابر با سال‌روز تولد محمد بن زکریای رازی در ایران به عنوان روز داروساز نام‌گذاری شده است.

## آرامگاه رازی
یکی از محورهای مورد بحث در سمینار ری‌شناسی (۹ و ۱۰ بهمن ۱۳۷۳) مدفن محمد بن زکریای رازی بود. نویسندگانی مانند بیژن شهرامی معتقد بودند که احتمالاً محوطهٔ تاریخی برج طغرل آرامگاه وی است.
احمد ابوحمزه، ری‌شناس، محل دفن رازی را در امامزاده شعیب واقع در فیروزآباد شهرری می‌داند.

## دربارهٔ رازی
این کتاب‌ها بر پایه منابع کتاب‌های محمد زکریای رازی و حکیم رازی تنظیم شده‌اند:

### فارسی
- الفهرست، ابن‌الندیم، تهران، ۱۳۵۰.
- ایران بعد از اسلام، عباس خلیلی، جلد۱و۲، تهران، ۱۳۳۵.
- تاریخ علوم عقلی در تمدن اسلامی، تا اواسط قرن پنجم هجری، دکتر ذبیح‌الله صفا، انتشارات دانشگاه تهران، ۱۳۳۶.
- فرهنگ نفیسی، دکتر ناظم‌الاطباء، پنج جلد، تهران، ۱۳۴۳.
- فیلسوف ری، مهدی محقق، تهران، ۱۳۵۰.
- یک نابغه بزرگ ایرانی (رازی طبیب ایرانی)، دکتر محمود نجم‌آبادی، ۱۳۴۱.
- اساطیر ایرانی، مهرداد بهار، تهران، بنیاد فرهنگ، ۱۳۵۲.
- ری باستان، حسین کریمان، دو جلد، انجمن آثار ملی، ۱۳۴۶
- مولفات و مصنفات رازی، محمود نجم‌آبادی، دانشگاه تهران، ۱۳۳۹.
- ترجمه تاریخ علم، جرج سارتن، احمد آرام، تهران، ۱۳۳۶.
- ترجمه میراث ایران، به قلم سیزده تن از خاورشناسان، تهران، ۱۳۶۳.
- میراث باستانی ایران، ریچارد فرای، ترجمه مسعود رجب‌نیا، تهران، ۱۳۴۴.
- الانبیه عن حقایق الادویه، موفق‌الدین ابومنصور علی الهروی، ترجمه توسط عبدالخالق آخوندوف بادکوبه‌ای – انتشارات بنیاد فرهنگ ایران.
- تاریخ ادبیات ایران، انگلیسی، پروفسور ادوارد براون، ترجمه رشید یاسمی، تهران ۱۳۱۶
- حکیم رازی، پرویز اذکایی، انتشارات طرح نو، تهران، ۱۳۸۲.

### عربی
- فهرست کتب محمد بن زکریای رازی، ابوریحان بیرونی، به کوشش پاول کراس، پاریس، ۱۹۳۶ میلادی.
- تاریخ آداب اللغة العربیة، جرجی زیدان، پنج جلد، مصر ۱۹۱۲ میلادی.
- تاریخ تمدن اسلام، جرجی زیدان، ترجمه علی جواهر کلام، تهران، ۱۳۳۶.
- تاریخ البیمارستانات فی الإسلام، دکتر احمد عیسی بیک، دمشق، ۱۳۳۷.

### زبان‌های اروپایی
- پزشکان بزرگ، انگلیسی، (به انگلیسی: The great Doctors)، هنری ا. سیجریست (به انگلیسی: Henry E. Sigerist)، نیویورک، ۱۹۵۸ میلادی
- تاریخ طب، انگلیسی، (به انگلیسی: History of Medicine)، دکتر راف. ه. میجر (به انگلیسی: Ralph H. Major)، ۱۹۵۴ میلادی.
- تاریخ طب در ایران، انگلیسی، (به انگلیسی: A Medicine History of Persia)، دکتر سیریل الگود (به انگلیسی: Dr. C. Elgood)، کمبریج (انگلستان)، ۱۹۵۱ میلادی.
- زندگی و کارهای رازی، انگلیسی، (به انگلیسی: Life and work of Rhazes)، س.ا. رنکینکس انگلیسی، (به انگلیسی: S.A. Rankings))، لندن، ۱۹۱۳ میلادی.
- تاریخ طب و داروسازی و دندانپزشکی و دامپزشکی، فرانسوی، (به فرانسوی: Histoire générale de la médicine et de la pharmacie et de I'art dentaire et de I'art vétérinaire))، با شرکت عده‌ای از دانشمندان تاریخ طب به سرپرستی پروفسور لینیل لاواستین (به انگلیسی: Prof. Laignel Lavastine)، سه جلد، پاریس، ۱۹۳۶ میلادی.
- اطباء مشهور، فرانسوی، رنه دومینان (به فرانسوی: Réné Dumenil)، ژنو، ۱۹۷۴ میلادی.
- تاریخ ادبیات عرب، آلمانی، (به آلمانی: Geschichte der Arabischen Litteratur)، کارل برکلمان (به آلمانی: Karl Brockelman)، لیدن (هلند)، ۱۹۳۷ میلادی.
- تاریخ اطباء و علماء علوم طبیعی، آلمانی، (به آلمانی: Geschichtte der Arabischen Ärzte und Naturforscher)، فردینالدو وستنفلد، گوتینگن (آلمان)، ۱۸۹۰ میلادی.

## برای مطالعهٔ بیشتر
- GOODMAN, L.E (1995). "al-Rāzī". THE ENCYCLOPAEDIA OF ISLAM (به انگلیسی). Vol. VIII (2nd ed.). LEIDEN: E.J. BRILL. p. 474-477. Retrieved 8 August 2024.